# 貝爾韋尼鄉
47°45′N 22°28′E / 47.750°N 22.467°E
貝爾韋尼鄉（羅馬尼亞語：Comuna Berveni, Satu Mare），是羅馬尼亞的鄉份，位於該國西北部，由薩圖馬雷縣負責管轄，面積48平方公里，海拔高度115米，2007年人口3,569，人口密度每平方公里74人。